# Albert (Chiemsee)
Albert († 1252) war 1234–1244 Bischof von Chiemsee.

## Leben
Alberts Herkunft und Geburtsjahr sind nicht bekannt. Er war Domherr von Salzburg und ist seit 1219 als Propst des dortigen Domkapitels belegt. In diesem Amt erlangte er für sich und seine Nachfolger das Recht, die Pontifikalien zu gebrauchen. Nachdem der Chiemseer Bischof Rüdiger von Bergheim vom Papst Gregor IX. auf den Passauer Bischofsstuhl transferiert worden war, ernannte der Salzburger Erzbischof Eberhard von Regensberg Propst Albert zu dessen Nachfolger.
Vermutlich weil er im Streit zwischen dem Kaiser Friedrich II. und dem Papst auf Seiten des Kaisers stand, musste Albert 1244 auf Veranlassung seines Erzbischofs auf das Bischofsamt resignieren. Obwohl er später versuchte, die Resignation zu widerrufen, bestätigte Papst Innozenz IV. diese am 29. Oktober 1247. Da die vom Papst zu Administratoren bestellten Albert Suerbeer und Heinrich von Bilversheim nicht akzeptiert wurden und nicht durchgesetzt werden konnten, kam es zu einer Sedisvakanz. Erst nach dem Tod Bischofs Albert 1252 wurde der Dominikaner Heinrich zu dessen Nachfolger ernannt.
Bestattet wurde Bischof Albert im Salzburger Dom in der Grablege des Domkapitels.